# Beyond Vision
Beyond Vision (BV)-Sistemas móviles autónomos de realidad aumentada, Lda es una empresa de tecnología especializada en el desarrollo de vehículos aéreos no tripulados (UAV) y soluciones relacionadas.   El enfoque de la compañía en la innovación ha llevado al desarrollo de nuevas aeronaves que utilizan múltiples sistemas de comunicaciones, incluidos Herelink, LoRa, 4G y 5G, así como la integración de inteligencia artificial.  La compañía también ha desarrollado una plataforma de gestión de activos en la nube llamada beXStream, que combina sistemas de inteligencia artificial con automatización convencional para ayudar a gestionar y optimizar los activos en el campo.   Beyond Vision ha recibido diversas financiaciones y premios, incluida financiación de la Unión Europea (UE) en proyectos como Horizon2020, que ha permitido a la empresa impulsar su investigación y desarrollo.      

## Historia
Beyond Vision fue fundada en agosto de 2013 en Portugal por un equipo de expertos en ingeniería eléctrica e informática del Grupo PDM .   A lo largo de los años, la empresa ha desarrollado aplicaciones relacionadas con agricultura de precisión, infraestructuras, inspección de conductos y líneas eléctricas, vigilancia y prevención de incendios, entre muchas otras.    La flota de aeronaves de Beyond Vision tiene un producto llamado HEIFU, es un hexacóptero de Clase 3 capaz de transportar hasta 6 kg de carga útil, que incluye una amplia gama de sensores y puede realizar misiones totalmente autónomas utilizando la computadora de a bordo y un innovador controlador de vuelo.    En 2022, Beyond Vision añadió a su gama de productos la areonave VTOne, un VTOL (Vertical Take-Off and Landing) que permite una mayor autonomía en vigilancia y misiones de largo alcance, manteniendo las capacidades más importantes de los hexacópteros como HEIFU.   Reforzando su compromiso con la innovación y la mejora, en 2024 la compañía presentó el BVQ418, un cuadricóptero ligero y portátil. Esta nueva incorporación a la gama de productos de Beyond Vision se presentó en la edición 2024 del evento Farnborough International Airshow, acompañada de una demostración en vivo. Estas aeronaves están diseñadas según las directrices de la OTAN y además integran tecnología de inteligencia artificial (IA), que permite funciones avanzadas como vuelos autónomos y detección y seguimiento de obstáculos.      

## Reconocimientos y premios
- Altice - Innovación internacional [28] [29]
- NOS - Mundo de las startups [30] [31]
- Microsoft - Mundo de las startups [31]
- Altice - Desafío de IoT [12] [32]
- Visao : lo mejor y más grande del Portugal tecnológico [33]
- EDP - Energy Starter [34]